# Вултуру (Тулча)
Вултуру (рум. Vulturu) — село у повіті Тулча в Румунії. Входить до складу комуни Маліук.
Село розташоване на відстані 248 км на схід від Бухареста, 20 км на схід від Тулчі, 116 км на північ від Констанци, 85 км на схід від Галаца.

## Населення
За даними перепису населення 2002 року у селі проживали 70 осіб, усі — румуни. Усі жителі села рідною мовою назвали румунську.